# Lorenzo Pegoraro
Lorenzo Pegoraro (Mestre, 18 marzo 1907 – Ficulle, 19 marzo 2003) è stato un produttore cinematografico italiano, particolarmente attivo negli anni cinquanta.

## Filmografia
- Scarpe grosse, regia di Dino Falconi (1940)
- Il segreto di Don Giovanni, regia di Camillo Mastrocinque (1947)
- Arrivederci, papà!, regia di Camillo Mastrocinque (1947)
- Totò al Giro d'Italia, regia di Mario Mattoli (1948)
- Scampolo '53, regia di Giorgio Bianchi (1953)
- I vitelloni, regia di Federico Fellini (1953)
- Me li mangio vivi! (Le boulanger de Valorgue), regia di Henri Verneuil (1953)
- Il nemico pubblico n. 1, regia di Henri Verneuil (1953)
- La donna del giorno, regia di Francesco Maselli (1956)
- Il giovane leone, regia di John Berry (1958)
- Akiko, regia di Luigi Filippo D'Amico (1961)